# Andrés Roderick
Andrés Roderick fue un impresor nacido en 1790, no existe certeza de su lugar de nacimiento, aunque algunas investigaciones afirman que nació en Francia, otras afirman que nació en Inglaterra.
Sus impresiones abordan temas políticos gracias a que se encontraba en relación directa con el gobierno patriota. Algunos de sus trabajos como impresor fueron la Ley sobre la repartición de bienes nacionales, el decreto que estableció la Ley Marcial dado por Simón Bolívar y la Constitución política del Estado de Venezuela.

## Vida como impresor
Roderick vivió en Angostura durante aproximadamente 3 años y trabajó como impresor de la república proclamada por Simón Bolívar, con quien trabajó en la creación y producción del correo del Orinoco, bajo el cargo de editor; en gran medida fue el creador de la estructura y formato de estos impresos. Luego el Congreso de Angostura dictó la Carta Fundamental de la Gran Colombia, disponiendo como capital sustitutiva la villa del Rosario de Cúcuta. El gobierno patriota decide trasladarse a esa ciudad para continuar con sus funciones razón por la cual, Roderick viaja a Cúcuta para continuar como impresor del gobierno, aunque sus planes no llegan a concretarse.
En 16 de marzo de 1821, Roderick decide partir hacia Maracaibo donde se vio obligado a permanecer debido a las dificultades de trasporte hacia Cúcuta, su estado de salud y la presión ejercida por las autoridades y ciudadanos marabinos, para que la presencia de Roderick y su imprenta le permitiesen a Maracaibo tener un periódico local. Así es como Roderick publicará el primer periódico zuliano: El Correo Nacional entre los años de 1821 y 1822. En septiembre de este último año ocurre la llegada del ejército realista a la ciudad de Maracaibo bajo el mando del general Francisco Tomás Morales, por lo que Roderick es hecho prisionero y obligado a trabajar como impresor realista en la publicación El Posta Español en Venezuela (1822-1823).
En 1823 Roderick, después de la batalla naval del lago, permaneció en Maracaibo y regresó como impresor al servicio de la causa patriota y declaró al público los motivos de su participación como impresor realista, un fragmento de su declaración fue reproducido en la Gaceta de Colombia. En ella acusó la manipulación de los contenidos de imprenta por parte de los oficiales españoles al mando de Morales. 
En 1826 Roderick se estableció en Bogotá, donde toma a cargo la imprenta de Zoilo Salazar de manera oficial el 6 de agosto.  En septiembre del mismo año imprime el folleto titulado Documento justificativo para servir a la historia.
El 20 de junio de 1830 publicó un manifiesto alusivo a la conducta política de Manuela Sáenz, este mismo año imprime la Proclama del Libertador dada en San Pedro Alejandrino el 10 de diciembre de 1830.
Entre los últimos impresos conocidos de Roderick, se encuentra un periódico semanal con el valor de un real y de énfasis político liberal, llamado El cachaco de Bogotá, publicado en 1833.

## Obras
Impresos, documentos y comunicados de Andrés Roderick.
- Ley Marcial (1817) [1]
- Ley sobre la repartición de bienes nacionales (1817) [1]
- Correo del Orinoco (1818 – 1820)
- Simón Bolívar, presidente interino de la República de Venezuela, Capitán General de sus exercitos y los de la Nueva Granada (1819) [8]
- Constitución política del Estado de Venezuela formada por su segundo Congreso Nacional (1819) [1][9]
- Tratado de Armisticio y Regularización de la Guerra (1820) [1]
- El Posta Español en Venezuela (1822-1823) [1]
- Al público (1830) [10]
- Proclama del Libertador dada en San Pedro Alejandrino (1830) [1]
- Manifiesto del gobierno de la Nueva Granada sobre las diferencias con el Ecuador, por causa de límites territoriales (1832) [11]
- Defensa del ex-Jeneral José Sardá en la causa de conspiración del (1833) [12]
- El cachaco de Bogotá (1833) [7]